# هاري غريغ
هاري غريغ (بالإنجليزية: Harry Gregg)‏ مواليد 27 أكتوبر 1932 في أيرلندا الشمالية، هو لاعب كرة قدم أيرلندي شمالي دولي سابق كان يلعب كحارس مرمى. سبق له أن لعب في كأس العالم لكرة القدم مع منتخب بلاده. لعب خلال مسيرته 306 مباراة سجل خلالها 0 أهداف.

## مرحلة الشباب

### أندية لعب لها
- نادي لينفيلد

## المسيرة الاحترافية

### أندية لعب لها
- مانشستر يونايتد
- ستوك سيتي

## روابط خارجية
- هاري غريغ على موقع الاتحاد الدولي (مؤرشف)  (الإنجليزية)
- هاري غريغ على موقع قاعدة بيانات كرة القدم.إي يو (الإنجليزية)
- هاري غريغ على موقع ناشيونال فوتبول تيمز (الإنجليزية)
- هاري غريغ على موقع عالم كرة القدم.نت (الإنجليزية)